# Máxima Apaza
Máxima Apaza Millares (La Paz, 1 de octubre de 1960) es una política, activista indígena y exsenadora boliviana

## Biografía
Desde los años ochenta es activista contra la violencia de género.
En 1994 fue candidata a concejala por la ciudad de La Paz.
Es dirigenta de la Confederación Nacional de Mujeres Juana Azurduy de Padilla, y fundadora de la Federación de Mujeres de El Alto.
Fue elegida senadora, como suplente del senador José Alberto Gonzales por el MAS (Movimiento al Socialismo) Forma parte de la Red parlamentaria por la niñez y adolescencia.

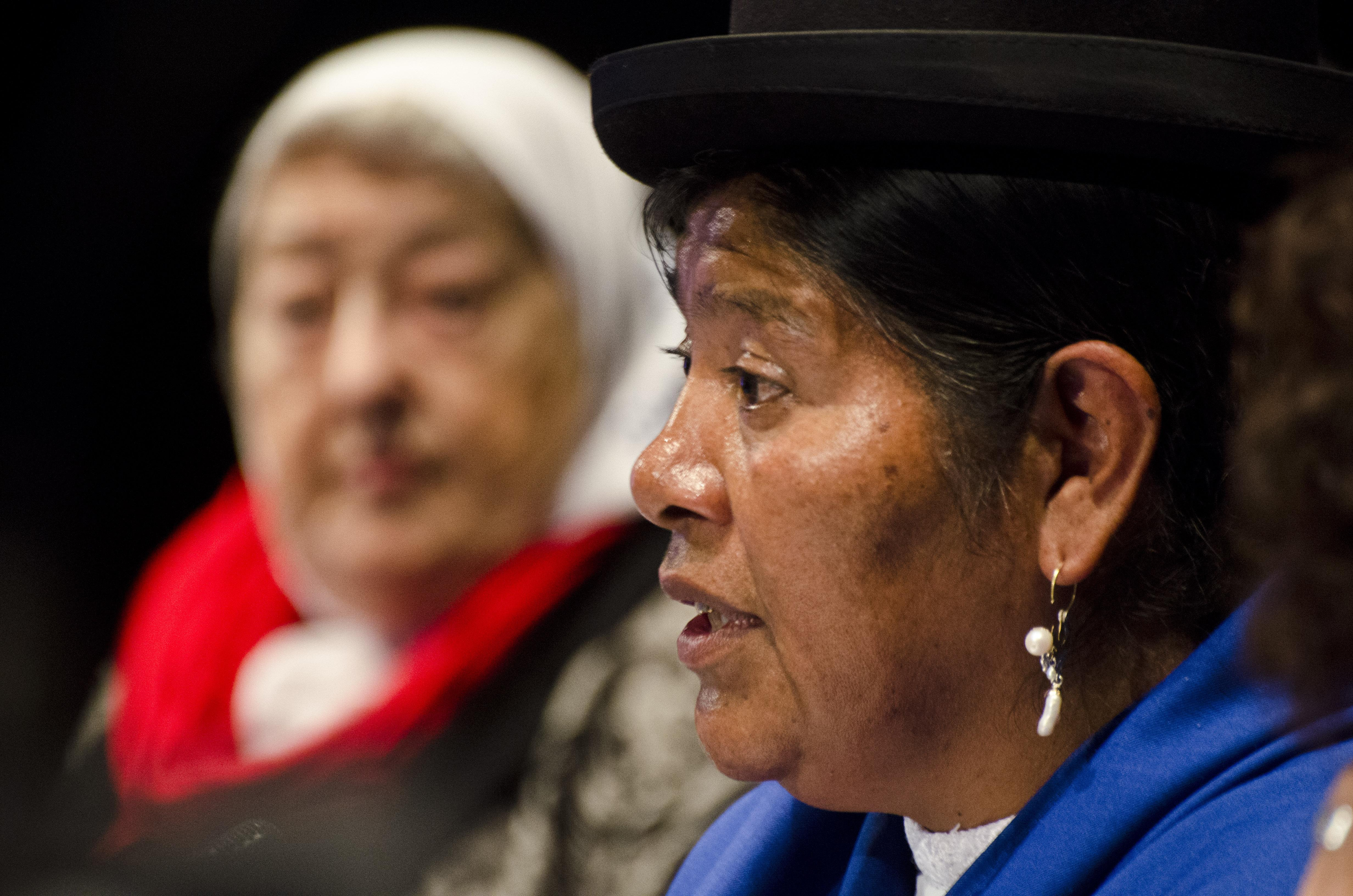
Máxima Apaza (Bolivia) diserta ―junto a Hebe de Bonafini (presidenta de las Madres de Plaza de Mayo)― en la mesa «Con mujeres tendrá que pelear»
en el marco del Foro por una Nueva Independencia, Nacional y Latinoamericano (Tucumán, 6 de julio de 2015.

En julio de 2015 participó en el Foro Nueva Independencia, realizado en la ciudad de Tucumán (Argentina). En el panel «Con mujeres tendrá que pelear: género, política y movimientos sociales. Tradiciones de lucha, memoria política y social. Nuevos desafíos de la mujer» compartió con las panelistas Hebe de Bonafini (presidenta de la asociación Madres de Plaza de Mayo), con Milagro Sala, activista jujeña, líder de la asociación La Túpac Amaru, y con Piedad Córdoba, moderadas por la escritora y activista Marta Dillon.
Máxima Apaza destacó el carácter descolonizador y la perspectiva de género en las políticas implementadas por el Gobierno que lidera Evo Morales. Pero, en simultáneo, reconoció la necesidad de un trabajo colectivo y desde las bases para terminar contra el patriarcado: «Si en un hogar ponemos en práctica la descolonización, asumiendo hombres y mujeres los roles y las funciones del hogar, es un aporte en esta coyuntura histórica que estamos viviendo».
Aboga por la participación de la mujer en el escenario político.
Ha colectado adhesiones internacionales por la salida al mar de Bolivia:

De pronto los hermanos de diferentes países se manifiestan: «¡Mar para Bolivia!». Y donde estamos los bolivianos, en el país que visitamos tanto el presidente [Evo Morales] hay una reacción espontánea y todos dicen: «¡Mar para Bolivia!». El mundo es consciente de que Bolivia vive en un enclaustramiento que la perjudica, no tenemos salida al mar y eso perjudica nuestra economía, perjudica la economía de la región. Los países se dan cuenta perfectamente y es por eso que recibimos un sinnúmero de apoyos de los diferentes países. Adonde llega el presidente, adonde llega un boliviano, siempre va haber un apoyo que diga «mar para Bolivia». Así no lleguemos a todos los países, nosotros sabemos que nos están apoyando
Máxima Apaza